# Alba de Céspedes
Alba de Céspedes (Rome, 11 maart 1911 - Parijs, 14 november 1997) was een Cubaans-Italiaanse schrijfster, enig kind van een Italiaanse moeder en Cubaanse vader: Alba de Céspedes y Bertini. Zij was een succesvolle en veel vertaalde schrijfster in de jaren veertig en vijftig van de twintigste eeuw. Na deze periode is zij lange tijd uit beeld gebleven binnen de Italiaanse literatuuroverzichten.
- Bibsys: 90259847
- Biblioteca Nacional de España: XX885687
- Bibliothèque nationale de France: cb12600144c (data)
- Catàleg d'autoritats de noms i títols de Catalunya: 981058511794206706
- CiNii: DA05508603
- Digitale Bibliotheek voor de Nederlandse Letteren: cesp001
- Gemeinsame Normdatei: 118888587
- International Standard Name Identifier: 0000 0001 2103 8735
- Library of Congress Control Number: n80050234
- Bibliotheek van het Japanse parlement: 00520492
- Nationale Bibliotheek van Tsjechië: jn19990001385
- Nationale bibliotheek van Australië: 35034171
- Nationale Bibliotheek van Israël: 987012160255905171
- Nationale Bibliotheek van Polen: a0000001249261
- Nationale en Universitaire bibliotheek Zagreb: 000057705
- Nederlandse Thesaurus van Auteursnamen: 069377057
- Istituto Centrale per il Catalogo Unico: CFIV007712
- LIBRIS: 258315
- Système universitaire de documentation: 058842993
- Trove: 806682
- Virtual International Authority File: 111795452
- WorldCat: E39PBJhhwqJgFxKd9f48x4ckjC